# Николай Дюлгеров (футболист)
Вижте пояснителната страница за други личности с името Николай Дюлгеров.
Николай Велков Дюлгеров е български футболист, полузащитник, състезател на Работнички.

## Спортна биография
Роден е на 10 март 1988 г. в София. Започва своята кариера в ДЮШ на Левски (София). След навършването на пълнолетие подписва договор през есента на 2006 г. с отбора на Славия. За Славия е играл в 4 контроли, а през зимната пауза на сезон 2007/2008 е преотстъпен на Миньор (Перник), където играе в продължение на два сезона.
През 2011 играе в ПФК Лудогорец 1945 (Разград) и записва 9 мача в Б група. В началото на 2012 г. преминава със свободен трансфер в ЦСКА (София), подписвайки договор за половин година. След това играе по 6 месеца в Локомотив (Пловдив), Славия и отново ЦСКА.
В началото на 2014 г. излиза в чужбина, подписвайки договор с казахстанския Спартак Семей. След година и половина се завръща в България и играе няколко месеца в третия ешелон за Септември (София). След това изкарва един полусезон в италианския Акрагас, а от лятото на 2016 г. е играч на Нефтохимик (Бургас).
Има 9 мача и 1 гол за младежкия национален отбор.